# 初穂
初穂（はつほ）とは、日本において秋の稲の収獲に先立って神に献じる熟した稲穂のことである。早穂、荷前、最華とも書き、いずれも「はつほ」と読む。

## 概説
古代においては、祭祀を主導した豪族がその費用や供物とするために支配民から徴収したものが初穂であったという。後に豪族の政治・宗教権限がヤマト王権に剥奪されて律令政府が確立されると、初穂は律令政府を代理する国府に納められる田租（でんそ・「租」）へと転換して、後の租庸調制を構成する1つとなったとされている。
今日、伊勢神宮では神嘗祭に先立って抜穂祭が行われており、その他の神社や一部地域の民間でも秋の収獲祭より以前（八朔、重陽など）に抜穂の行事を行う所がある。これが初穂の元来の形と考えられる。元々は文字通り稲（を含む穀物）の穂であったが、後に穀物以外のものにも拡大され、その年初めて獲れた野菜や海産物、狩の獲物を神仏に供えるものも初穂と呼ぶようになった。さらには、そのような初物の代わりとして献じられる金銭をも指すようになった。今日、神社に納める金銭のことを「初穂料」と呼ぶのはこれに由来する。米を納める場合でも、稲穂が米粒に代わり、「散米」と称して撒いたり、白紙に包んで「おひねり」として供えたりした。さらには、炊いた飯や餅として供えるものも現れた。
このような、その年初めてのものを神に供えるという初穂の習慣が、後に、「初物」と呼んでそれを貴んだり、近隣や知人の間で初物を贈りあったりする習慣に発展した。